# Adnan Aliev
Adnan Aliev –en búlgaro, Аднан Алиев – (Asenovgrad, 14 de noviembre de 1983) es un deportista búlgaro que compitió en piragüismo en la modalidad de aguas tranquilas. Ganó una medalla de bronce en el  Campeonato Europeo de Piragüismo de 2008, en la prueba de C2 500 m.

## Palmarés internacional
| Campeonato Europeo | Campeonato Europeo | Campeonato Europeo | Campeonato Europeo |
| Año                | Lugar              | Medalla            | Competición        |
| ------------------ | ------------------ | ------------------ | ------------------ |
| 2008               | Milán (Italia)     | Medalla de bronce  | C2 500 m           |